# أحمد الشقران
أحمد الشقران (ولد في 2 أكتوبر 1987 في الرمثا، الأردن) هو لاعب كرة قدم دولي أردني يلعب حاليا كمهاجم لصالح نادي اليرموك الأردني.

## الأندية
- 2012-2011:  اتحاد الرمثا
  - 2011:  كفرسوم (إعارة)
  - 2012:  منشية بني حسن (إعارة)
- 2013-2012:  البحرين[7]
- 2013:  الجزيرة[8]
- 2014-2013:  الحسين[9]
- 2015-2014:  اتحاد الرمثا
- 2016-2015:  الرمثا[10]
- 2017-2016:  الحسين[11]
- 2017-:  اليرموك[12]

## المنتخبات
كانت مباراة الشقران الدولية الأولى مع منتخب الأردن ضد الكويت في 13 أكتوبر 2014 عندما تعادل 1-1.